# محمد قبادلو
محمد قبادلو (۱۱ دی ۱۳۷۸ – ۳ بهمن ۱۴۰۲) یکی از افراد بازداشت‌شده در خیزش ۱۴۰۱ بود که در ۳۱ شهریور ۱۴۰۱ در شهر پرند بازداشت شد و یک سال بعد با اتهام محاربه و افساد فی‌الارض، اعدام شد. اجرای حکم اعدام قبادلو در حالی صورت گرفت که پیش‌تر خبری مبنی بر نقض حکم در شعبهٔ اول دیوان عالی کشور منتشر شده بود. قبادلو نهمین فردی است که در جریان اعتراضات سال ۱۴۰۱ بازداشت و سپس اعدام شد. اعدام او منجر به موجی از خشم عمومی در شبکه‌های اجتماعی شد.

## بازداشت
قبادلو در ۳۱ شهریور ۱۴۰۱ بازداشت شد. بازداشت او با اتهام مصدوم‌کردن نیروهای انتظامی مستقر در شهر پرند انجام شد. رسانه‌های وابسته به جمهوری اسلامی ادعا کردند که «قبادلو با یک خودروی پیکان به‌عمد مأموران انتظامی را زیر گرفته و ۶ نفر مصدوم شده‌اند.» همچنین «یکی از مأموران به نام فرید کرم‌پور در اثر شدت جراحات کشته شده است.»

## دادگاه
در تاریخ ۷ آبان ۱۴۰۱ جلسهٔ رسیدگی به اتهامات قبادلو به ریاست ابوالقاسم صلواتی برگزار شد. گفته می‌شود در این جلسه قاضی، دو وکیل قبادلو را نپذیرفت و از مرکز مشاوران قوهٔ قضائیه برای او وکیل درخواست کرد. وکیل مورد نظر او دربارهٔ روند دادرسی، انتقادات جدی مطرح کرد.
از آغاز بازداشت تا دادگاه، وکیل مورد نظر قبادلو هیچ دسترسی به پرونده و مدارک او نداشته و دادگاه بدون حضور وکیل برگزار شد. همچنین گفته می‌شود در بین مدارک نیز هیچ تصویری از محل جرم، مدارک پزشکی قانونی و دیگر مدارک که روال یک دادگاه در مورد تصادف است، وجود نداشته است.
قبادلو در دادگاه به اینکه با هدف زیر گرفتن نیروهای امنیتی به سمت آن‌ها حرکت کرده است، اعتراف کرد. با این وجود سپس از سوی خانوادهٔ او و همچنین برخی از هم‌بندی‌های او این ادعا مطرح شد که قبادلو دارای اختلال دوقطبی بوده است و هفت سال زیر نظر پزشک بوده است. مادر محمد قبادلو در شبکه‌های اجتماعی گفت فرزندش به اختلال دوقطبی مبتلاست و در ماه‌های قبل از دستگیری از درمان خودداری کرده است.
در تاریخ ۳ دی ۱۴۰۱ دیوان عالی کشور با انتشار یک اصلاحیه اعلام کرد که «فرجام‌خواهی به‌عمل‌آمده در پروندهٔ محمد قبادلو رد شده است و دادنامهٔ نامبرده را کیفری، ابرام کرد.»
یک ماه بعد، دوشنبه ۳ بهمن ۱۴۰۱، مدیر روابط عمومی دیوان عالی جمهوری اسلامی با انتشار توئیتی مدعی شد که «فرجام‌خواهی وکیل وی در دیوان عالی کشور ثبت و پرونده برای رسیدگی به یکی از شعب ارجاع شده است.» یک روز بعد نیز مهدخت دامغان‌پور، وکیل پرونده، در توییتر نوشت: «پذیرش فرجام‌خواهی در خصوص پرونده با اتهام قتل، در اعتراض به رأی دادگاه کیفری یک صورت گرفته. همچنین ما خواستار پذیرش اعادهٔ دادرسی در خصوص پرونده با موضوع افساد فی‌الارض با حکم اعدام که توسط دادگاه انقلاب صادر شده برای محمد هستیم.»
در تاریخ ۲ خرداد ۱۴۰۲ روزنامهٔ شرق مدعی شد دیوان عالی کشور حکم اعدام محمد قبادلو را تأیید کرده است.
وکیل قبادلو در تاریخ ۴ مرداد ۱۴۰۲ از نقض پرونده خبر داد. او اعلام کرد که پس از اعلام نظر ۵۰ نفر از روان‌پزشکان کشور دربارهٔ ضرورت بررسی مجدد و موشکافانه‌تر پرونده، شعبهٔ یک دیوان عالی کشور حکم قصاص را نقض کرده و پرونده را به یکی از شعب دادگاه کیفری ۱ تهران ارجاع خواهد داد.

## اختلال دوقطبی
وکیل و خانوادهٔ قبادلو به شدت از روند غیرقانونی رسیدگی انتقاد کرده‌اند. وکیل انتخابی قبادلو می‌گوید پروندهٔ موکلش نواقص تحقیقاتی و ایرادهای فنی دارد و موضوع سلامت روان قبادلو و این‌که مبتلا به اختلال دوقطبی است باید در نظر گرفته شود. مادر محمد قبادلو و امیر رئیسیان (وکیل انتخابی قبادلو)، اسناد بیماری اختلال دوقطبی قبادلو و هفت سال سابقهٔ درمان بیماری را منتشر کردند.
محمد قبادلو در دادگاه اولیه در تاریخ ۴ آبان مقابل قاضی صلواتی گفت که در زمان حادثه «دو ماه بود که داروهایم را نخورده بودم و سه شب هم نخوابیده بودم»؛ و همچنین گفت «در آن لحظه من نبودم که پشت فرمان قرار گرفته بودم.»
محمدعلی قبادلو، پدر محمد قبادلو، نیز در یک پیام ویدئویی گفته بود که جانباز شیمیایی و اعصاب و روان است که هفت سال برای کشور جنگیده است. او گفت شرایط او در وضعیت سلامت روان فرزندش و بیماری اختلال دوقطبی او تأثیر منفی گذاشته و اتهام قتل مأمور یگان ویژه از طریق «زیر گرفتن» به شدت مورد تردید است. معصومه احمدی، مادر محمد قبادلو، نیز در ویدیویی در شبکه‌های اجتماعی گفت «بچهٔ من را غریب گیر آوردند و بدون وکیل از او بازجویی و در اولین جلسهٔ دادگاه حکم اعدامش را صادر کردند.»
کارولین لوکاس نمایندهٔ حزب سبز در مجلس بریتانیا، کفالت سیاسی الهام مدرسی و محمد قبادلو را بر عهده گرفته است.

## اعدام
در تاریخ ۱۹ دی ۱۴۰۱ پس از انتشار خبری در خصوص انتقال او و محمد بروغنی به سلول انفرادی برای اجرای حکم اعدام، تعداد قابل توجهی از معترضان در مقابل زندان رجایی‌شهر جمع شدند و خواستار توقف اجرای حکم آن‌ها شدند.
در نهایت محمد قبادلو با وجود اعتراضات گسترده و اینکه پیش‌تر حکم توسط شعبه اول دیوان عالی کشور نقض شده بود، با درخواست اولیای دم مقتول به اتهام قتل عمد در بامداد سه‌شنبه ۳ بهمن ۱۴۰۲ در زندان قزل‌حصار، اعدام شد. اعدام او و فرهاد سلیمی منجر به موجی از خشم در شبکه‌های اجتماعی شد. ناظران این اعدام‌ها را انتقام نظام جمهوری اسلامی از مردم ایران به دلیل شکست‌هایش از اسرائیل در در منطقه توصیف کردند.

### واکنش‌ها به اعدام
- معاون نماینده آمریکا در امور ایران اجرای این حکم را ناعادلانه خواند.[۲۴]
- مادر محمد قبادلو، معصومه احمدی، بعد از اعدام فرزند معترضش، عکس او را در شبکه اجتماعی منتشر نمود و نوشت: «محمدم، آسمانی شدنت مبارک.»[۲۵]
- کلارا بونگر، یک قانون‌گذار آلمانی که کفالت سیاسی محمد قبادلو را پذیرفته بود، بعد از اجرای اعدام این جوان معترض، تصویری از او به همراه مادرش را منتشر نمود و به زبان فارسی نوشت: «یادش جاودان.»[۲۵]
- نرگس محمدی به‌همراه ده‌ها زندانی دیگر سیاسی بند زنان اوین در بیانیه‌ای اعلام کردند که روز پنج‌شنبه ۵ بهمن ۱۴۰۲ در اعتراض به اجرای این حکم اعتصاب غذا خواهند کرد.[۲۶]
- رضا پهلوی ضمن محکومیت این اقدام، با خانواده قبادلو ابراز همدردی کرد.[۲۷]